# Menedemus (veldheer)
Menedemus (Oudgrieks: Μενέδημος / Menédēmos) was een van de veldheren van Alexander de Grote, die in 329 v.Chr. werd uitgestuurd tegen Spitamenes, satraap van Sogdiana, maar door deze werd verrast en, samen met 2000 infanteristen en 300 cavaleristen, sneuvelde.

## Referentie
- C.P. Mason, art. Menedemus, historical (1), in W. Smith (ed.), A dictionary of Greek and Roman biography and mythology, II, Londen, 1870, p. 1036.